# Hreiðar Guðmundsson
Hreiðar Guðmundsson   (Reykjavík, 29 de novembre de 1980) és un jugador d'handbol islandès, ja retirat, guanyador d'una medalla olímpica. Jugava de porter.
El 2008 va prendre part en els Jocs Olímpics d'Estiu de Pequín, on va guanyar la medalla de plata en la competició d'handbol. Quatre anys més tard, als Jocs de Londres, fou cinquè en la mateixa competició. En el seu palmarès també destaca una medalla de bronze en el Campionat d'Europa de 2010. Amb la selecció islandesa jugà un total de 146 partits en què marcà 2 gols.
A nivell de clubs jugà al KA Akureyri, IK Sävehof, TV Emsdetten, Nøtterøy IF i Íþróttafélagið Grótta, entre d'altres.